# برادوسيغار
بلدية برادوسيغار (بالإسبانية: Pradosegar) هي بلدية تقع في مقاطعة آبلة التابعة لمنطقة قشتالة وليون وسط إسبانيا.

## الديموغرافيا
بلغ عدد سكان بلدية برادوسيغار 153 نسمة عام 2011 (وفقاً للمعهد الوطني للإحصاء الإسباني).
| 191 | 178 | 162 | 185 | 174 | 156 | 153 |